# كالفين ألبرت
كالفين ألبرت (بالإنجليزية: Calvin Albert)‏ هو فنان أمريكي، ولد في 19 نوفمبر 1918 في غراند رابيدز في الولايات المتحدة، وتوفي في 4 يونيو 2007.